# Mensamontia morulifera
Mensamontia morulifera is een hooiwagen uit de familie Triaenonychidae.